# حزب نيكاراغوا الشيوعي
حزب شيوعي نيكاراغوا (Partido Comunista de Nicaragua) هوحزب سياسي شيوعي في نيكاراغوا. تأسس الحزب في عام 1967.
في الانتخابات البرلمانية لعام 1984 حصل الحزب على مقعدان. في الانتخابات البرلمانية لعام 1990 حصل الحزب على مقعدان.
ينشر الحزب Avance.